# ロングドリンク
ロングドリンク（Long Drinks）とは、カクテルの中でも比較的長い時間をかけてのんびりと飲むことに適したカクテル群のことを指す、カクテルの分類の1つである。
対語はショートドリンク。ショートドリンクとは違い、ロングドリンクにはホットドリンクと呼ばれる温かいカクテルも存在する。ここでの長い時間とは、ショートドリンクと比較してのことである。

## 呼称について
ロングドリンクは、ロング・ドリンク、ロングドリンクス、ロング・ドリンクスとも書かれる。また、現在は死語だが、かつてはロングドリンクのことをトールドリンクス（Tall Drinks）、トールドリンク（Tall Drink）と呼んでいたこともあった。トールドリンクスという表記が見られる書籍もある。
また、ロングドリンクは、書籍によってはロングカクテルと書かれることもあり、この場合も、ロング・カクテル、ロングカクテルズ、ロング・カクテルズなどと書かれる場合もある。

## スタイルについて
ロングドリンクには、エッグノッグ、クーラー、サワー、トデー、フィズ、フリップ、リッキーなどと言った、一定の型も存在する（それぞれの説明については、「カクテルのスタイル」を参照のこと）。一方で、一定の型に当てはまらないロングドリンクも存在する。